# Молярна частка
Молярна частка — відношення кількості речовини складника до загальної кількості речовини в суміші: 
{\displaystyle x_{i}={\frac {n_{i}}{n}}.}
Вживається також поняття молярного відсотка, що є молярною часткою, помноженою на 100 і вираженою у відсотках. 
Сума молярних часток усіх складників суміші дорівнює одиниці: 
{\displaystyle \sum _{i}x_{i}=1.}
Крім латинської літери x для позначення молярної частки іноді використовують грецьку літеру χ. Для суміші газів IUPAC рекомендує позначення y.

## Виноски
1. 1 2 3 4  9-13 // Quantities and units — Part 9: Physical chemistry and molecular physics — 2 — ISO, 2019. — 17 p.
2. ↑  5.4.7 // The International System of Units, Le Système international d’unités — 9 — BIPM, 2019. — ISBN 978-92-822-2272-0
3. ↑   IUPAC, Compendium of Chemical Terminology, 2nd ed. (the "Gold Book") (1997). Online corrected version:  (2006–) "amount fraction"